# Eleições legislativas portuguesas de 1976 no distrito de Castelo Branco
| Eleições legislativas portuguesas de 1976 Distritos: Aveiro \| Beja \| Braga \| Bragança \| Castelo Branco \| Coimbra \| Évora \| Faro \| Guarda \| Leiria \| Lisboa \| Portalegre \| Porto \| Santarém \| Setúbal \| Viana do Castelo \| Vila Real \| Viseu \| Açores \| Madeira \| Estrangeiro |

## Resultados por Concelho
Os resultados nos concelhos do Distrito de Castelo Branco foram os seguintes:

### Belmonte
| Partido                 | Partido                     | Votos | %               |
| ----------------------- | --------------------------- | ----- | --------------- |
|                         | Partido Socialista          | 1 824 | 44,93 / 100,00  |
|                         | Centro Democrático e Social | 681   | 16,77 / 100,00  |
|                         | Partido Popular Democrático | 588   | 14,48 / 100,00  |
|                         | Partido Comunista Português | 281   | 6,92 / 100,00   |
|                         | Frente Socialista Popular   | 69    | 1,70 / 100,00   |
|                         | União Democrática Popular   | 48    | 1,18 / 100,00   |
|                         | Outros                      | 126   | 3,11 / 100,00   |
| Votos Inválidos         | Votos Inválidos             | 443   | 10,91 / 100,00  |
| Total                   | Total                       | 4 060 | 100,00 / 100,00 |
| Eleitorado/Participação | Eleitorado/Participação     | 4 965 | 81,77 / 100,00  |

### Castelo Branco
| Partido                 | Partido                          | Votos  | %               |
| ----------------------- | -------------------------------- | ------ | --------------- |
|                         | Partido Socialista               | 12 813 | 38,86 / 100,00  |
|                         | Partido Popular Democrático      | 7 851  | 23,81 / 100,00  |
|                         | Centro Democrático e Social      | 5 636  | 17,09 / 100,00  |
|                         | Partido Comunista Português      | 2 058  | 6,24 / 100,00   |
|                         | MRPP                             | 360    | 1,09 / 100,00   |
|                         | Frente Socialista Popular        | 342    | 1,04 / 100,00   |
|                         | Movimento de Esquerda Socialista | 341    | 1,03 / 100,00   |
|                         | Outros                           | 1 157  | 3,50 / 100,00   |
| Votos Inválidos         | Votos Inválidos                  | 2 411  | 7,31 / 100,00   |
| Total                   | Total                            | 32 969 | 100,00 / 100,00 |
| Eleitorado/Participação | Eleitorado/Participação          | 40 319 | 81,77 / 100,00  |

### Covilhã
| Partido                 | Partido                     | Votos  | %               |
| ----------------------- | --------------------------- | ------ | --------------- |
|                         | Partido Socialista          | 15 474 | 43,44 / 100,00  |
|                         | Centro Democrático e Social | 5 241  | 14,71 / 100,00  |
|                         | Partido Popular Democrático | 5 214  | 14,64 / 100,00  |
|                         | Partido Comunista Português | 4 633  | 13,01 / 100,00  |
|                         | Frente Socialista Popular   | 627    | 1,76 / 100,00   |
|                         | União Democrática Popular   | 562    | 1,58 / 100,00   |
|                         | MRPP                        | 368    | 1,03 / 100,00   |
|                         | Outros                      | 1 027  | 2,88 / 100,00   |
| Votos Inválidos         | Votos Inválidos             | 2 473  | 6,94 / 100,00   |
| Total                   | Total                       | 35 619 | 100,00 / 100,00 |
| Eleitorado/Participação | Eleitorado/Participação     | 41 646 | 85,53 / 100,00  |

### Fundão
| Partido                 | Partido                      | Votos  | %               |
| ----------------------- | ---------------------------- | ------ | --------------- |
|                         | Partido Socialista           | 7 774  | 39,56 / 100,00  |
|                         | Centro Democrático e Social  | 4 210  | 21,43 / 100,00  |
|                         | Partido Popular Democrático  | 3 316  | 16,88 / 100,00  |
|                         | Partido Comunista Português  | 1 106  | 5,63 / 100,00   |
|                         | Partido da Democracia Cristã | 337    | 1,72 / 100,00   |
|                         | Frente Socialista Popular    | 242    | 1,23 / 100,00   |
|                         | União Democrática Popular    | 217    | 1,10 / 100,00   |
|                         | MRPP                         | 216    | 1,10 / 100,00   |
|                         | Outros                       | 470    | 2,39 / 100,00   |
| Votos Inválidos         | Votos Inválidos              | 1 761  | 8,96 / 100,00   |
| Total                   | Total                        | 19 649 | 100,00 / 100,00 |
| Eleitorado/Participação | Eleitorado/Participação      | 24 685 | 79,60 / 100,00  |

### Idanha-a-Nova
| Partido                 | Partido                     | Votos  | %               |
| ----------------------- | --------------------------- | ------ | --------------- |
|                         | Partido Socialista          | 4 685  | 41,55 / 100,00  |
|                         | Centro Democrático e Social | 2 049  | 18,17 / 100,00  |
|                         | Partido Popular Democrático | 1 814  | 16,09 / 100,00  |
|                         | Partido Comunista Português | 444    | 3,94 / 100,00   |
|                         | União Democrática Popular   | 159    | 1,41 / 100,00   |
|                         | Frente Socialista Popular   | 129    | 1,14 / 100,00   |
|                         | Outros                      | 473    | 4,20 / 100,00   |
| Votos Inválidos         | Votos Inválidos             | 1 523  | 13,51 / 100,00  |
| Total                   | Total                       | 11 276 | 100,00 / 100,00 |
| Eleitorado/Participação | Eleitorado/Participação     | 14 104 | 79,95 / 100,00  |

### Oleiros
| Partido                 | Partido                     | Votos | %               |
| ----------------------- | --------------------------- | ----- | --------------- |
|                         | Partido Popular Democrático | 2 414 | 39,87 / 100,00  |
|                         | Centro Democrático e Social | 1 946 | 32,14 / 100,00  |
|                         | Partido Socialista          | 984   | 16,25 / 100,00  |
|                         | Partido Comunista Português | 75    | 1,24 / 100,00   |
|                         | Outros                      | 246   | 4,06 / 100,00   |
| Votos Inválidos         | Votos Inválidos             | 389   | 6,43 / 100,00   |
| Total                   | Total                       | 6 054 | 100,00 / 100,00 |
| Eleitorado/Participação | Eleitorado/Participação     | 8 016 | 75,52 / 100,00  |

### Penamacor
| Partido                 | Partido                     | Votos | %               |
| ----------------------- | --------------------------- | ----- | --------------- |
|                         | Centro Democrático e Social | 2 257 | 36,49 / 100,00  |
|                         | Partido Socialista          | 1 802 | 29,14 / 100,00  |
|                         | Partido Popular Democrático | 1 006 | 16,27 / 100,00  |
|                         | Partido Comunista Português | 136   | 2,20 / 100,00   |
|                         | Outros                      | 376   | 6,08 / 100,00   |
| Votos Inválidos         | Votos Inválidos             | 608   | 9,83 / 100,00   |
| Total                   | Total                       | 6 185 | 100,00 / 100,00 |
| Eleitorado/Participação | Eleitorado/Participação     | 7 616 | 81,21 / 100,00  |

### Proença-a-Nova
| Partido                 | Partido                     | Votos | %               |
| ----------------------- | --------------------------- | ----- | --------------- |
|                         | Partido Popular Democrático | 3 169 | 41,32 / 100,00  |
|                         | Centro Democrático e Social | 1 943 | 25,33 / 100,00  |
|                         | Partido Socialista          | 1 760 | 22,95 / 100,00  |
|                         | Partido Comunista Português | 111   | 1,45 / 100,00   |
|                         | Outros                      | 369   | 4,81 / 100,00   |
| Votos Inválidos         | Votos Inválidos             | 318   | 4,15 / 100,00   |
| Total                   | Total                       | 7 670 | 100,00 / 100,00 |
| Eleitorado/Participação | Eleitorado/Participação     | 9 662 | 79,38 / 100,00  |

### Sertã
| Partido                 | Partido                     | Votos  | %               |
| ----------------------- | --------------------------- | ------ | --------------- |
|                         | Partido Popular Democrático | 5 008  | 42,37 / 100,00  |
|                         | Partido Socialista          | 2 510  | 21,24 / 100,00  |
|                         | Centro Democrático e Social | 2 441  | 20,65 / 100,00  |
|                         | Partido Comunista Português | 229    | 1,94 / 100,00   |
|                         | Outros                      | 633    | 5,35 / 100,00   |
| Votos Inválidos         | Votos Inválidos             | 998    | 8,45 / 100,00   |
| Total                   | Total                       | 11 819 | 100,00 / 100,00 |
| Eleitorado/Participação | Eleitorado/Participação     | 15 938 | 74,16 / 100,00  |

### Vila de Rei
| Partido                 | Partido                      | Votos | %               |
| ----------------------- | ---------------------------- | ----- | --------------- |
|                         | Centro Democrático e Social  | 1 497 | 45,92 / 100,00  |
|                         | Partido Popular Democrático  | 931   | 28,56 / 100,00  |
|                         | Partido Socialista           | 428   | 13,13 / 100,00  |
|                         | Partido da Democracia Cristã | 52    | 1,60 / 100,00   |
|                         | Outros                       | 117   | 3,58 / 100,00   |
| Votos Inválidos         | Votos Inválidos              | 235   | 7,20 / 100,00   |
| Total                   | Total                        | 3 260 | 100,00 / 100,00 |
| Eleitorado/Participação | Eleitorado/Participação      | 4 006 | 81,38 / 100,00  |

### Vila Velha de Ródão
| Partido                 | Partido                     | Votos | %               |
| ----------------------- | --------------------------- | ----- | --------------- |
|                         | Partido Socialista          | 1 775 | 48,67 / 100,00  |
|                         | Partido Popular Democrático | 774   | 21,22 / 100,00  |
|                         | Partido Comunista Português | 280   | 7,68 / 100,00   |
|                         | Centro Democrático e Social | 274   | 7,51 / 100,00   |
|                         | Frente Socialista Popular   | 56    | 1,54 / 100,00   |
|                         | MRPP                        | 54    | 1,48 / 100,00   |
|                         | Outros                      | 132   | 3,62 / 100,00   |
| Votos Inválidos         | Votos Inválidos             | 302   | 8,28 / 100,00   |
| Total                   | Total                       | 3 647 | 100,00 / 100,00 |
| Eleitorado/Participação | Eleitorado/Participação     | 4 632 | 78,73 / 100,00  |